# براكاش مان سينغ
براكاش مان سينغ (بالنيبالية: प्रकाशमान सिंह श्रेष्ठ)‏ هو سياسي نيبالي، ولد في 3 أبريل 1956. حزبياً، نشط في المؤتمر النيبالي. وقد انتخب عضو برلمان نيبال وانتخب عضو الجمعية التأسيسية.